# スイスサッカー協会
スイスサッカー協会（スイスサッカーきょうかい、独: Schweizerischer Fussballverband, SFV、仏: Association Suisse de Football, ASF、伊: Associazione Svizzera di Football, ASF）は、スイスのサッカー協会であり1895年に設立された。本部は首都のベルンに置かれる。
国際サッカー連盟（FIFA）と欧州サッカー連盟（UEFA）双方ともに設立当初から加盟している。さらにスイス国内には、チューリッヒにFIFAが、ニヨンにはUEFAの本部が置かれている。